# Castell d'Alins
El castell d'Alins, del que actualment només en queden restes, s'aixeca sobre un promontori rocós que domina del costat nord el nucli d'Alins de Llitera, al terme de Sanui i Alins (Llitera), al costat de l'església i del palau del segle xvi que tanca l'accés al cim.
Se suposa que l'origen del castell és d'època islàmica, quan el castell protegia el flanc del castell de Calassanç, però les restes que hi ha actualment deuen ser d'època feudal. Era de planta rectangular, de 16 per 5 metres, i se'n conserva un parell de metres d'altura d'alguns murs, de maçoneria i d'argamassa encofrada.